# گرین هیل (تنسی)
گرین هیل(به انگلیسی: Green Hill) شهری در ایالت تنسی کشور ایالات متحده آمریکا است که جمعیت آن در سرشماری سال ۲۰۱۰ میلادی، ۶٬۶۱۸ نفر بوده‌است.